# Rundläppad skivsnäcka
Rundläppad skivsnäcka (Anisus spirorbis) är en snäckart som först beskrevs av Carl von Linné 1758.  Rundläppad skivsnäcka ingår i släktet Anisus, och familjen posthornssnäckor. Enligt den svenska rödlistan är arten nära hotad i Sverige. Arten förekommer i Götaland, Öland och Svealand. Artens livsmiljö är sjöar och vattendrag, våtmarker.

## Bildgalleri

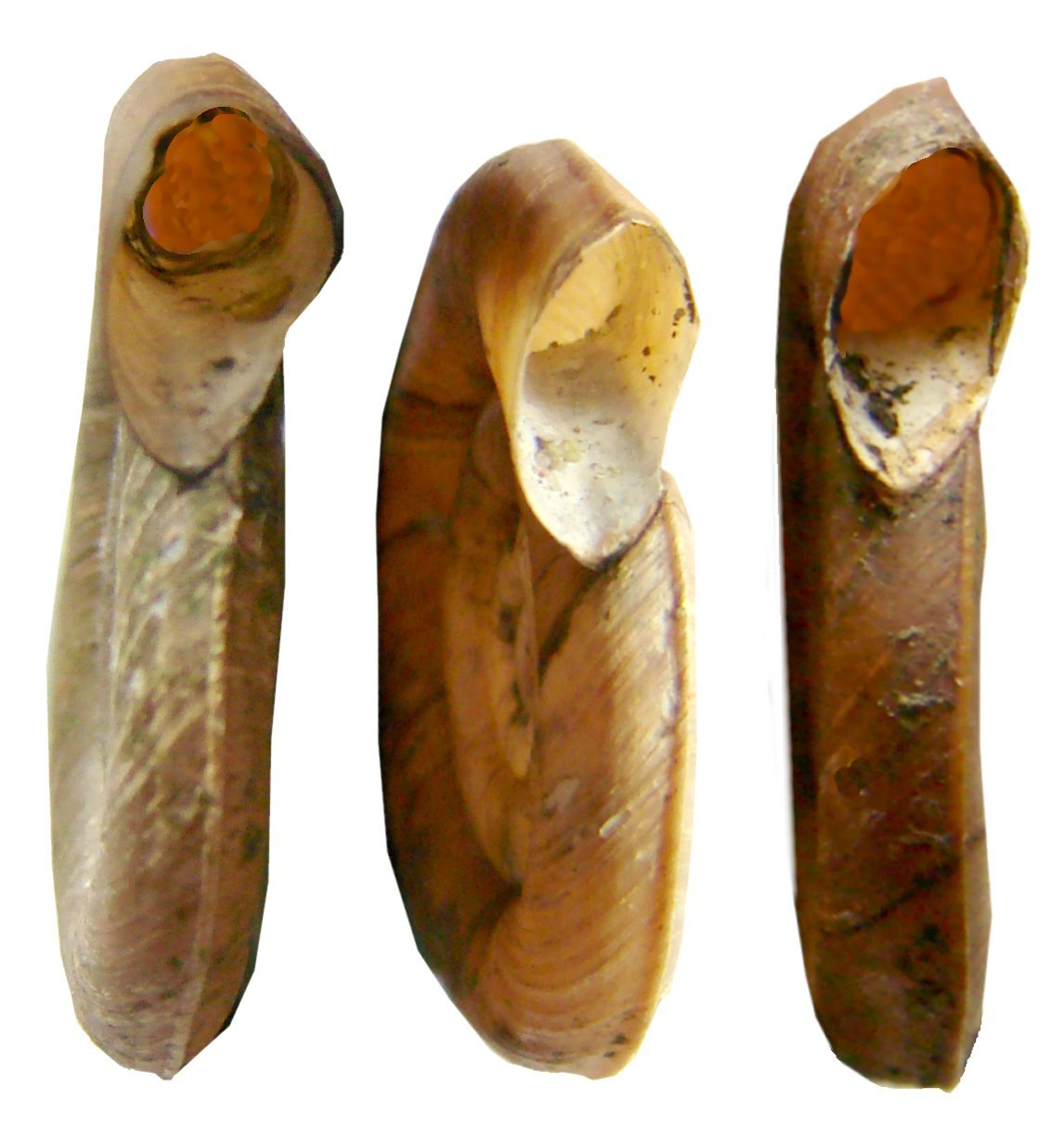